# Скомарје (бивше насеље)
Скомарје (словен. Skomarje) је некадашње насеље у општинама Витање и Зрече, Савињска регија, Словенија.

## Историја
До територијалне реорганизације у Словенији било је у саставу старе општине Словенске Коњице. Године 1994. насеље је укинуто и административном линијом подељено на два нова насеља: Скомарје (Зрече) и Витањско Скомарје (Витање).

## Популација
| Број становника према пописима |
| ------------------------------ |
| 1991                           |
| 268                            |

Напомена: Године 1994. подељена на два нова насеља: Скомарје и Витањско Скомарје, и престала да постоји као самостално насеље.